# 안드리스 용커르
안드리스 용커르(네덜란드어: Andries Jonker, 1962년 9월 22일, 암스테르담 ~ ) 은 네덜란드의 축구인으로, 현 이전에는 FC 바르셀로나, FC 바이에른 뮌헨, VfL 볼프스부르크 등에서 수석 코치 역할을 수행하였고, 빌럼 II 틸뷔르흐, MVV 마스트리흐트, FC 폴렌담, SC 텔스타의 감독도 역임하였다.

## 감독 경력

### FC 폴렌담
그의 첫 번째 감독 커리어를 쌓은 클럽으로 수석 코치에서 승계받아 1999년부터 2000년까지 업무를 수행하였다.

### MVV 마스트리흐트
2004년 2003/04 시즌에 FC 바르셀로나의 루이스 판 할 감독 밑에서 수석 코치를 수행 중이던 그는 강등권 경쟁 중이던 MVV 마스트리흐트의 지휘봉을 잡아 2006년까지 감독을 역임하였다.

### FC 바이에른 뮌헨
루이스 판 할의 수석 코치로 FC 바이에른 뮌헨에 이적하였으나, 2011년 4월, 판 할이 해임되면서 2010-11 시즌 잔여기간 동안 감독 대행을 맡았다. 그 전에, 용커르는 빌럼 II 틸뷔르흐, MVV 마스트리흐트, 그리고 FC 폴렌담의 감독을 맡았고, FC 바르셀로나의 수석 코치를 맡기도 하였다.

### 아스널 FC
용커르는 2014/15 시즌이 시작하기 전에 아스널 FC와 유소년팀 총괄 감독으로 리엄 브래디의 자리를 이어받았다.